# Wajdi Sinen
Wajdi Sinen (17 de septiembre de 1990) es un jugador de balonmano catarí que juega de lateral izquierdo. Es internacional con la selección de balonmano de Catar.

## Palmarés internacional
| Juegos Asiáticos    | Juegos Asiáticos  | Juegos Asiáticos | Juegos Asiáticos |
| Año                 | Lugar             | Medalla          |                  |
| ------------------- | ----------------- | ---------------- | ---------------- |
| 2018                | Yakarta-Palembang | Medalla de oro   |                  |
| 2022                | Hangzhou          | Medalla de oro   |                  |
| Campeonato Asiático |                   |                  |                  |
| Año                 | Lugar             | Medalla          |                  |
| 2020                | Ciudad de Kuwait  | Medalla de oro   |                  |
| 2022                | Dammam            | Medalla de oro   |                  |
| 2024                | Baréin            | Medalla de oro   |                  |